# Цисицзе
Праздник Циси (кит. упр. 七夕节, пиньинь qī xī jié, буквально: «праздник Седьмой Ночи»), также известен как «Сорочий праздник». По китайскому календарю празднуется на седьмой день седьмого лунного месяца, отсюда и его название.
Он также известен как Танабата в Японии, Чилсок (칠석) в Корее. Его также называют китайским Днем Святого Валентина.
По китайскому народному обычаю, в эту ночь женщины совершали обряд «моления о мастерстве» (кит. упр. 乞巧, палл. ци цяо), обращаясь ко звезде Ткачихи.
В этот день девушки вырезают фигурки из дынных корочек, а также загадывают желание удачно выйти замуж. Праздник также известен под именами: День Рождения седьмой сестры (七姊诞; qī jiě dàn), Ночь умений (巧夕; qiǎo xī).
Происхождение праздника связано с притчей о Пастухе и Ткачихе. Первое упоминание о Ткачихе (Чжинюй) содержится в оде «Великий Восток» «Ши цзина». По легенде, в этот праздничный день Пастух и Ткачиха встречаются на Млечном Пути.

## Притча о Пастухе и Ткачихе

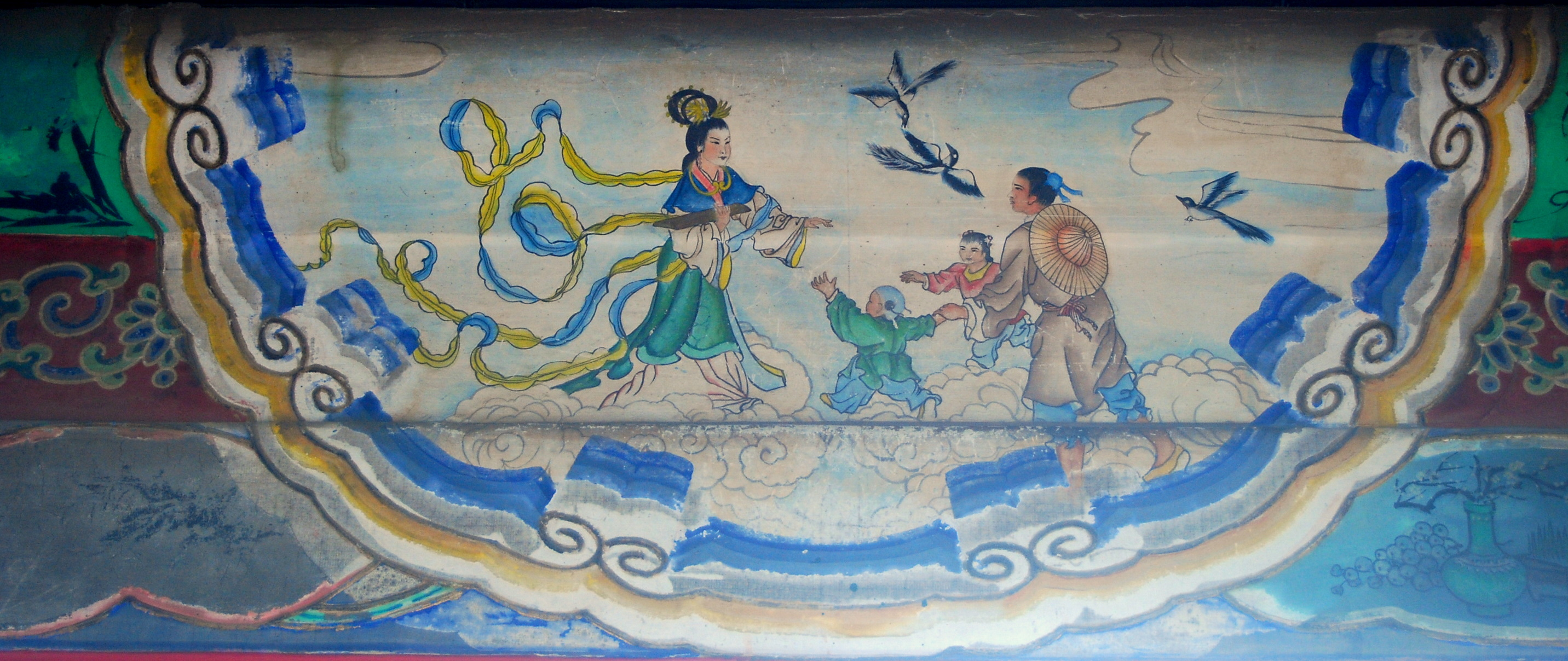
Встреча Ткачихи и Пастуха. Галерея Чанлан, Летний дворец, Пекин, КНР

Китайский фольклор в связи с этим праздником повествует нам следующую историю любви. Молодой пастух Нюлан (кит. упр. 牛郎, пиньинь niú láng, буквально: «пастух», звезда Альтаир) одиноко трудился на земле, а небесная фея Чжинюй (кит. трад. 織女, упр. 织女, пиньинь zhī nǚ, буквально: «ткачиха», звезда Вега) ткала восхитительные облака на небе. Их разделяла река Млечный Путь, в которой могли купаться как земные, так и небесные создания. Однажды вол Нюлана заговорил человеческим голосом и поведал, что Чжинюй вместе с шестью сестрами пойдет купаться, и если он унесёт её одежду, то сможет взять её в жёны. Нюлан так и сделал, сёстры, одевшись, разбежались, а Чжинюй Нюлан сказал, что отдаст ей одежду лишь когда она согласится стать его супругой. Чжинюй, давно любившая Нюлана, согласилась. Они жили счастливо и у них родилось двое детей.
Владычица Ванму и небесный повелитель узнали, что фея Чжинюй стала женой простого смертного. Они пришли в неистовую ярость и направили посланника, чтобы вернуть девушку. Чжинюй пришлось возвращаться на небо. Нюлан был подавлен и расстроен исчезновением жены. Он хотел пересечь реку (Млечный Путь), но оказалось, что Владычица Ванму перенесла её на небо, сделав недоступной землянам. Вдруг вол Нюлана снова заговорил с ним человеческим голосом и сказал, что его смерть близка, и если после неё пастух сдерёт и наденет его шкуру, он сможет подняться на небо и вернуть жену. Вскоре вол умер, Нюлан последовал его совету и, взяв любимых детей с собой, отправился на поиски возлюбленной.

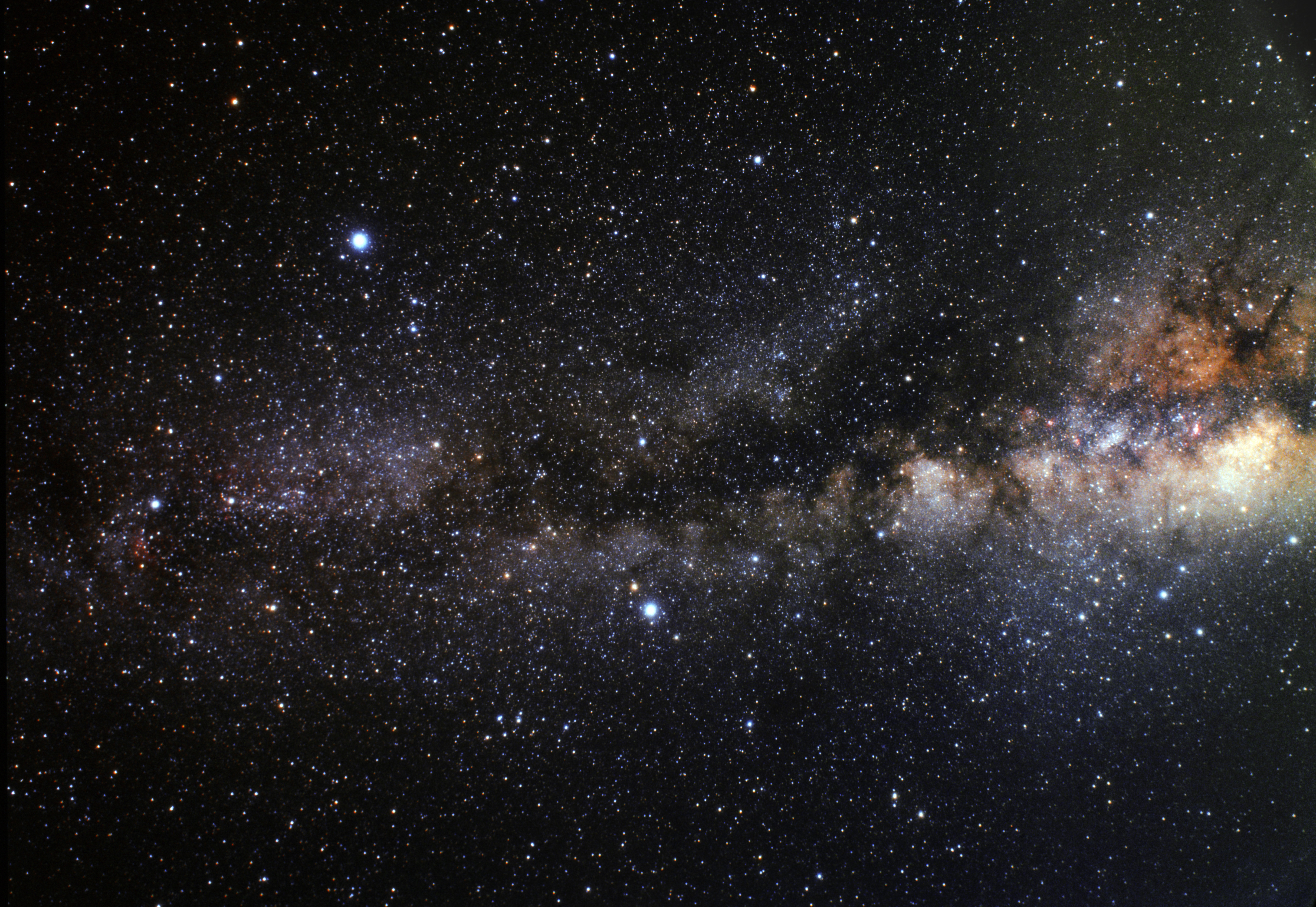
Звезда Нюлана (Альтаир) — яркая белая ниже центра, звезда Чжинюй (Вега) — яркая белая слева вверху, разделённые Млечным Путём, проходящим почти по центру от левого до правого края

Когда Нюлан в небе приблизился ко Млечному Пути, Владычица Ванму вытащила шпильку из своих волос, провела ею по Млечному Пути, и он из спокойной Небесной реки сделался бурным потоком, разделяя влюблённых подобно тому, как на небесной сфере разделяет звезды Альтаир и Вегу. По совету маленькой дочери, Нюлан пытался ковшом вычерпать разделяющую его и Чжинюй Небесную реку. В этом ему помогали маленькие дочь и сын. Стойкостью и решимостью детей, их любовью к папе и маме были тронуты небесный повелитель и Владычица Ванму, позволившие мужу и жене встречаться раз в год на «сорочьем мосту».
С тех самых пор влюблённые живут на небе: Чжинюй сидит на одном берегу Млечного Пути и ткёт облака на своем станке, а Нюлан смотрит на неё с другого берега и растит детей. Раз в год, вечером седьмого числа седьмого лунного месяца, сороки слетаются и образуют мост (кит. упр. 鹊桥, пиньинь quèqiáo, палл. цюэцяо, буквально: «мост из сорок») через Млечный Путь, чтобы влюбленные могли встретиться.
Считается, что если в этот праздник идет дождь, это значит, что Чжинюй оплакивает печальную долю свою и любимого.

## Интерпретация, вариации и место в культуре

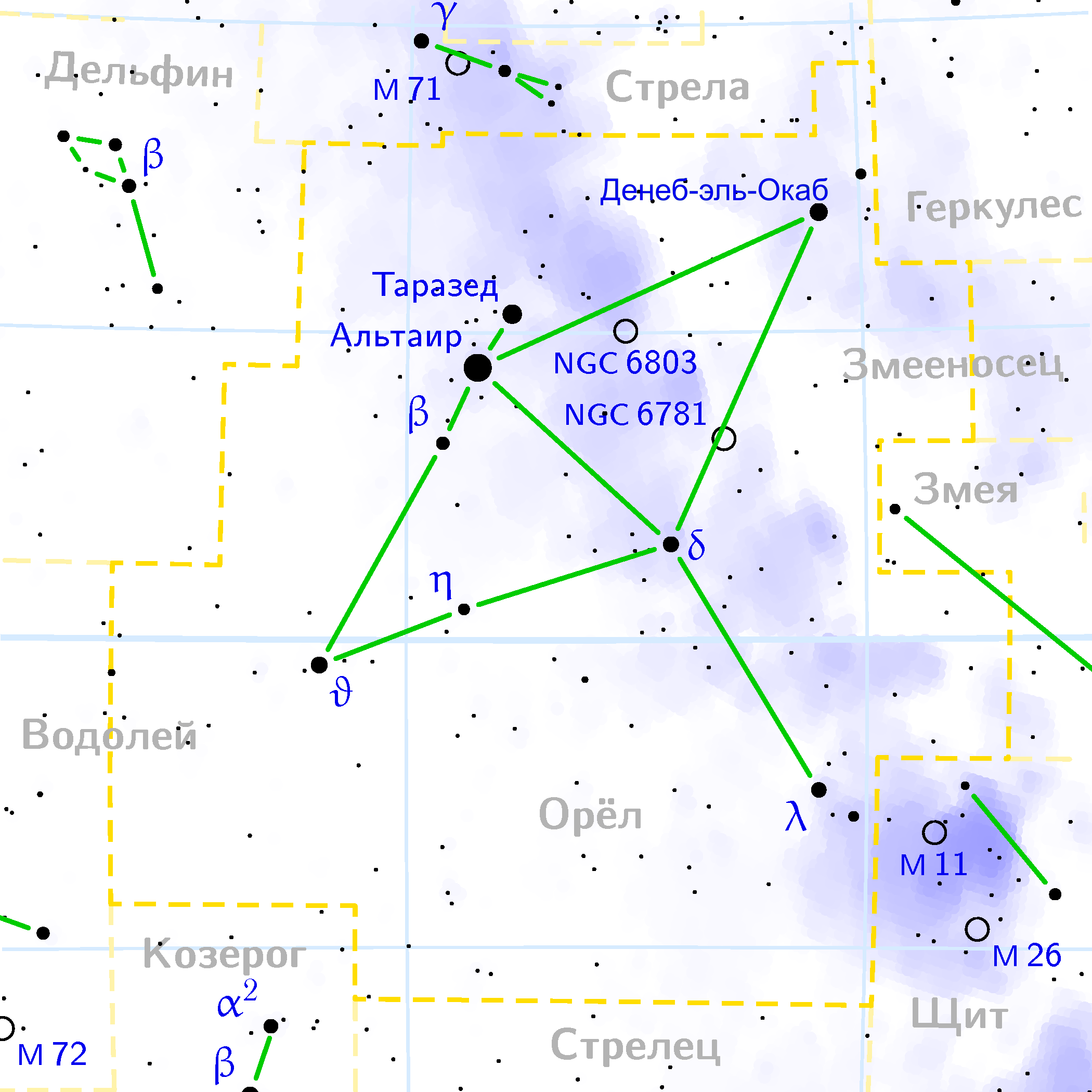
Созвездие Орла: Альтаир, Таразед и Альшаин

В другой версии легенды богиня Неба, тронутая чистой любовью Ткачихи и Пастуха, из жалости позволила им проводить вместе одну ночь в году, и ночь эта приходится на седьмой день седьмого месяца. Роль человека, разделившего возлюбленных, в некоторых вариантах легенды играет Небесный Император, отец или мать пастуха.
Звезда Денеб — волшебница, сопровождающая Чжинюй во время встреч на мосту; также существует поверье, что во время Цисицзе Альтаир и Вега соединяются на Млечном Пути. Указывая на две меньшие звезды, видимые по обе стороны Альтаира (Таразед и Альшаин), иногда рассказывают, что это дети разлученной пары, которых Нюлан несёт на встречу матери в корзинах на коромысле. Альтаир, Вега и Денеб образуют заметно выделяющийся на небе среди других звёзд Летне-осенний треугольник.
У известного китайского поэта Ду Фу есть стихотворение «Пастух и Ткачиха» (кит. упр. 牵牛织女).
Роман Барри Хьюарта «Мост Птиц» основан на притче о Пастухе и ткачихе. Главная героиня вынуждена оставаться на земле, в то время как её возлюбленный тоскует на небе. Она является простой крестьянкой, а он пасет звезды на небе.

## Традиции
По китайскому народному обычаю, в эту ночь женщины совершали обряд «моления о мастерстве» (кит. упр. 乞巧, палл. ци цяо), обращаясь ко звезде Ткачихи. Цзун Линь (VI век н. э.) в «Записях о временах года в землях Чу округа Цзинчжоу» (кит. упр. 荆楚岁时记) пишет о нём: «Седьмое число седьмого лунного месяца — ночь встречи Пастуха и Ткачихи. Женщины семьи продевают разноцветные шелковые нити для шитья в семь игольных ушек, либо в украшения из золота, серебра, латуни и камня вместо иголок, выставляют во дворе фрукты в качестве моления о мастерстве». У поэта эпохи пяти династий Хэ Нина в произведении «Дворцовое стихотворение» (кит. упр. 宫词) есть строки:

Бледнеют звёзды и ковш, жемчужным светом сшитые в лад,

В седьмую ночь девушки из дворца моленье о мастерстве совершить спешат.
Оригинальный текст (кит.)阑珊星斗缀珠光，七夕宫嫔乞巧忙。

Во время Цисицзе дворы украшаются гирляндами и девушки делают Нюлану и Чжинюй подношения из фруктов, цветов, чая и пудры. После этого пудру делят на две части: одну часть бросают на крыши домов, а оставшаяся пудра делится поровну между девушками. Считается, что после этого Чжинюй дарит им свою красоту.
Также молодые девушки бросают иглу для вышивания в чашу с водой для проверки умения красиво вышивать. Если игла плавает на поверхности, это значит, что девушка талантлива.

## Календарь
Седьмой день седьмого лунного месяца по лунному календарю:
2009-08-26
2010-08-16
2011-08-06
2012-08-23
2013-08-13
2014-08-02
2015-08-20
2016-08-09
2017-08-28
2018-08-17
2019-08-07
2020-08-25
2021-08-14
2022-08-04
2023-08-22
2024-08-10
2025-08-29
2026-08-19

## Вьетнамский праздник: День Дождя
Во Вьетнаме этот день называют «День Дождя» (Ngày mưa ngâu).
Существует сказка о влюбленной паре: о пастухе, который пас быков императора и был знаменит своей игрой на бамбуковой флейте, и девушке — ткачихе. Они страстно полюбили друг друга и совсем забыли о своих обязанностях, поэтому Император рассердился и приказал им поселиться на разных берегах Млечного Пути. Но позже он пожалел о своем решении и позволил возлюбленным встречаться раз в год в седьмой день седьмого месяца по лунному календарю.
Они не могли пересечь Млечный Путь, и тогда Император приказал воронам и сорокам построить мост. Птицы своими телами образовали мост, и влюбленные встретились.
Каждый год, встречаясь, они оплакивают разлуку. Их слезы капают вниз на землю, и оттого на земле идет дождь. Вот почему во Вьетнаме продолжительные дожди в конце лета называют «Дожди Госпожи и Господина».

## Другие романтические праздники в культуре Китая
Также существуют ещё два праздника, ассоциирующихся с любовью: День святого Валентина (14 февраля), перенятый из западной культуры, и «Праздник Фонарей», когда незамужние девушки имели право выйти из дома без сопровождения для того, чтобы молодые люди могли выбрать себе жен. В старые времена существовал строгий запрет для девушек выходить одним из дома, поэтому «Праздник Фонарей» давал молодым людям возможность посмотреть на потенциальных невест. В эту ночь свахи старались создать как можно больше пар.